# Georg Römpp
Georg Römpp (* 1950 in München) ist ein deutscher Philosoph und Autor von philosophischen Fach-, Sach- und Lehrbüchern. Darüber hinaus finden sich zahlreiche wissenschaftliche Aufsätze in Zeitschriften und Sammelbänden. Die meisten sind in deutscher, einige aber auch in englischer Sprache verfasst. Hauptsächlich werden Themen aus der kantischen und der idealistischen Philosophie sowie zu Heidegger und Husserl behandelt.

## Leben
Nach Angaben von Verlagen wurde er 1950 in München geboren und studierte in Tübingen und Bonn Philosophie, Volkswirtschaftslehre und Politikwissenschaft. Er wurde in Bonn im Fach Philosophie promoviert und hat auch einen akademischen Grad in Wirtschaftswissenschaft erworben.

## Werk
Seine Dissertation behandelte Husserls Phänomenologie der Intersubjektivität. Danach erschien ein größeres Werk über die Ethik des Selbstbewusstseins, das dieses Thema in der idealistischen Philosophie untersuchte, wobei speziell Kant, Fichte, Schelling und Hegel diskutiert wurden.
In der Folge verfasste er eine ganze Reihe von philosophischen Einführungen. Im Jahr 2004 erschien Heideggers Philosophie und wurde 2006 neu herausgegeben. Eine Einführung in Husserls Philosophie mit dem Titel Husserls Phänomenologie erschien 2005. Im gleichen Jahr veröffentlichte der Autor bei UTB ein einführendes Studienbuch zu Kant: Kant leicht gemacht, das 2007 in einer verbesserten Auflage neu publiziert wurde.
Ein systematisches Werk ist Kants Kritik der reinen Freiheit. Eine Erörterung der Metaphysik der Sitten, das sich mit der Stellung des im Titel genannten Werkes in Kants Philosophie beschäftigt.
Danach erschienen drei weitere Einführungen in die Werke verschiedener Philosophen. Über Platon und Aristoteles gibt es sog. Profile, die bei UTB erschienen, außerdem wurde das Buch Kant leicht gemacht nun durch Hegel leicht gemacht ergänzt.
Der Geist des Westens. Eine Geschichte vom Guten und Bösen ist ein 2009 erschienenes Sachbuch. Laut Verlagsankündigung handelt es sich um eine Ideengeschichte des Westens, der als ein Diskussionsprozess interpretiert wird, in dessen Mittelpunkt die Entscheidungen über Gut und Böse stehen. Erläutert wird eine Idee von westlicher Identität als ein Geflecht von argumentativen Auseinandersetzungen, die sich nicht durch einfache Begriffe wie Werte verstehen lässt.
Das Studienbuch Ludwig Wittgenstein. Eine philosophische Einführung erschien im Jahr 2010 bei UTB.
Im Herbst 2012 erschien das Sachbuch Das Anti-Glücksbuch. Warum uns das Glück kein Glück bringt, das sich stilistisch und thematisch ganz offensichtlich an ein breites Publikum über die philosophisch interessierten Leser hinaus wendet. Die zentrale These lautet hier, dass die Suche nach Glück für viele Menschen zu einer Art Zwang geworden ist, sich selbst perfektionieren zu müssen. Deshalb erreichen sie damit gerade das nicht, was sie eigentlich erstreben. Der Autor führt dies auf mehrere schädliche Bedeutungsgehalte des Glücks-Begriffes zurück, die nach dessen langer Geschichte heute noch wirksam sind. Er kritisiert vor allem die zu vage Allgemeinheit dieses Zieles sowie die Tendenz, mit ihm das Leben quasi von außen anzusehen. Deshalb sieht er einen Gegensatz zwischen dem Streben nach Glück und der Kunst des Lebens. Er empfiehlt schließlich, sich auf diese Kunst zu konzentrieren, weil sie die Individualität des menschlichen Lebens bewahrt.